# Scarabaeus bornemisszai
Scarabaeus bornemisszai is een keversoort uit de familie bladsprietkevers (Scarabaeidae). De wetenschappelijke naam van de soort werd voor het eerst geldig gepubliceerd in 1980 door Zur Strassen.